# Odontamblyopus rubicundus
Az Odontamblyopus rubicundus a csontos halak (Osteichthyes) főosztályának a sugarasúszójú halak (Actinopterygii) osztályába, ezen belül a sügéralakúak (Perciformes) rendjébe, a gébfélék (Gobiidae) családjába és az Amblyopinae alcsaládjába tartozó faj.
Az Odontamblyopus halnem típusfaja.

## Előfordulása
Az Odontamblyopus rubicundus az Indiai-óceánban és a Csendes-óceán nyugati részén található meg. India, Banglades és Mianmar vizeiben fordul elő.

## Megjelenése
Ez a hal legfeljebb 25 centiméter hosszú. 27 csigolyája van. Szemei kezdetlegesek, és bőr fedi őket. Egyes példány alsó ajka alatt, rövid tapogatószálak láthatók. Mellúszóinak sugarai szabadok. Pikkelyei a fejbe és a testbe be vannak ágyazódva. Farokúszója nagyon hosszú.

## Életmódja
Szubtrópusi halfaj, amely egyaránt megél a sós- és brakkvízben is. A tenger partmenti vizek és folyótorkolatok fenekén tartózkodik. A 20-30 Celsius-fokos hőmérsékletet kedveli.

## Felhasználása
Az Odontamblyopus rubicundusnak, csak kisméretű halászata van.